# Oerle (Nederland)

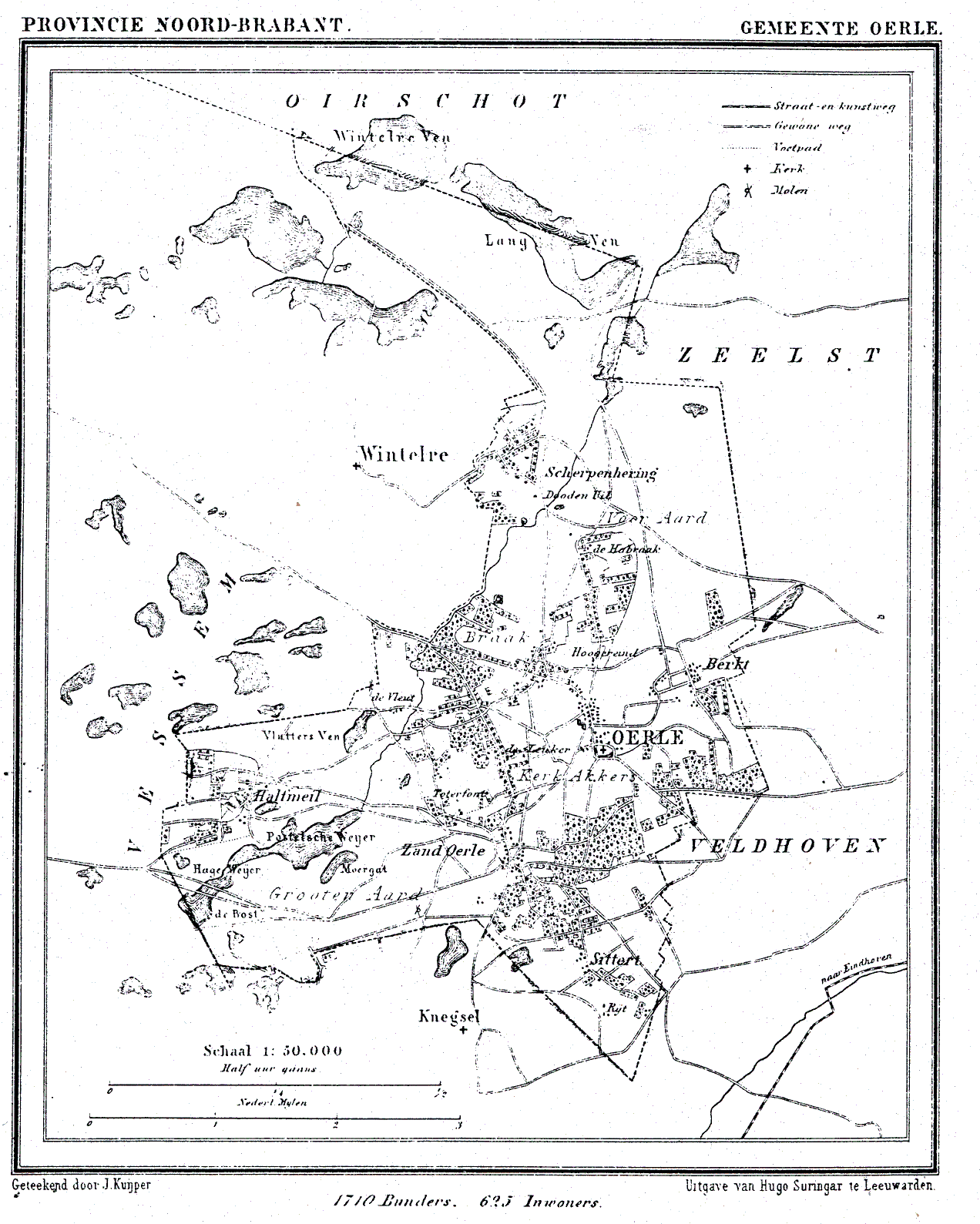
Gemeente Oerle in 1867

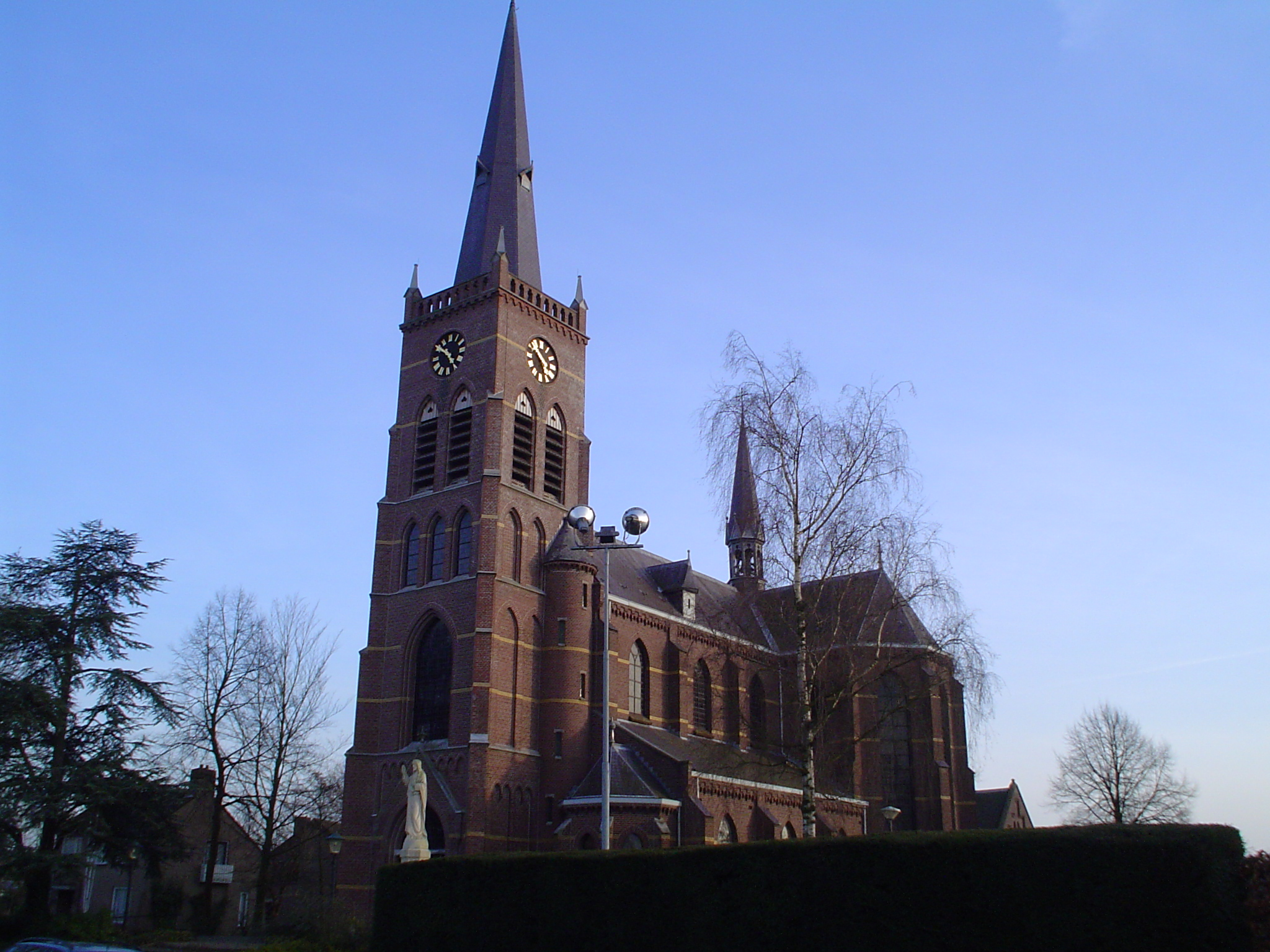
St. Jan de Doperkerk

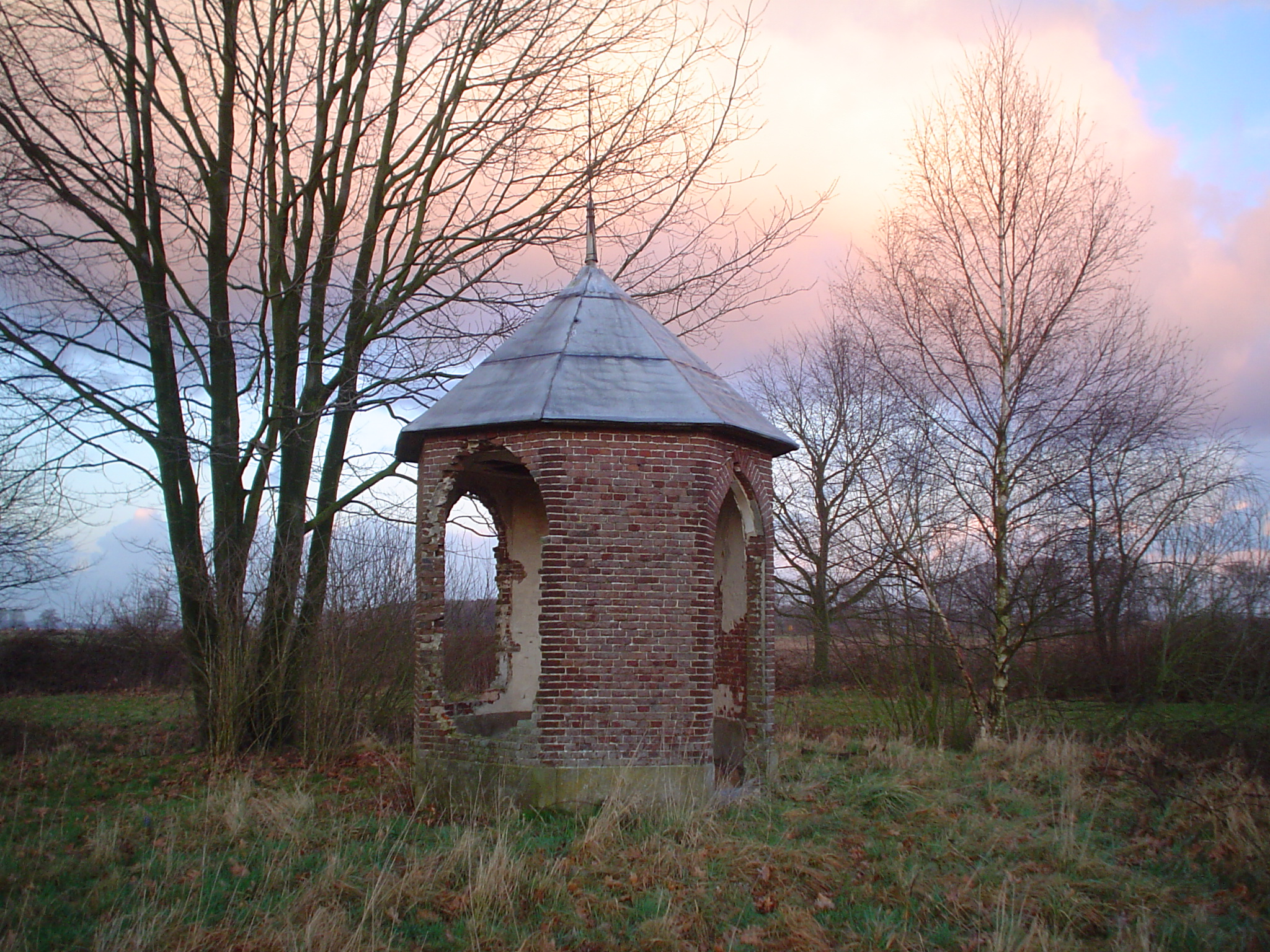
Het Vijverbergje, een torentje uit 1873

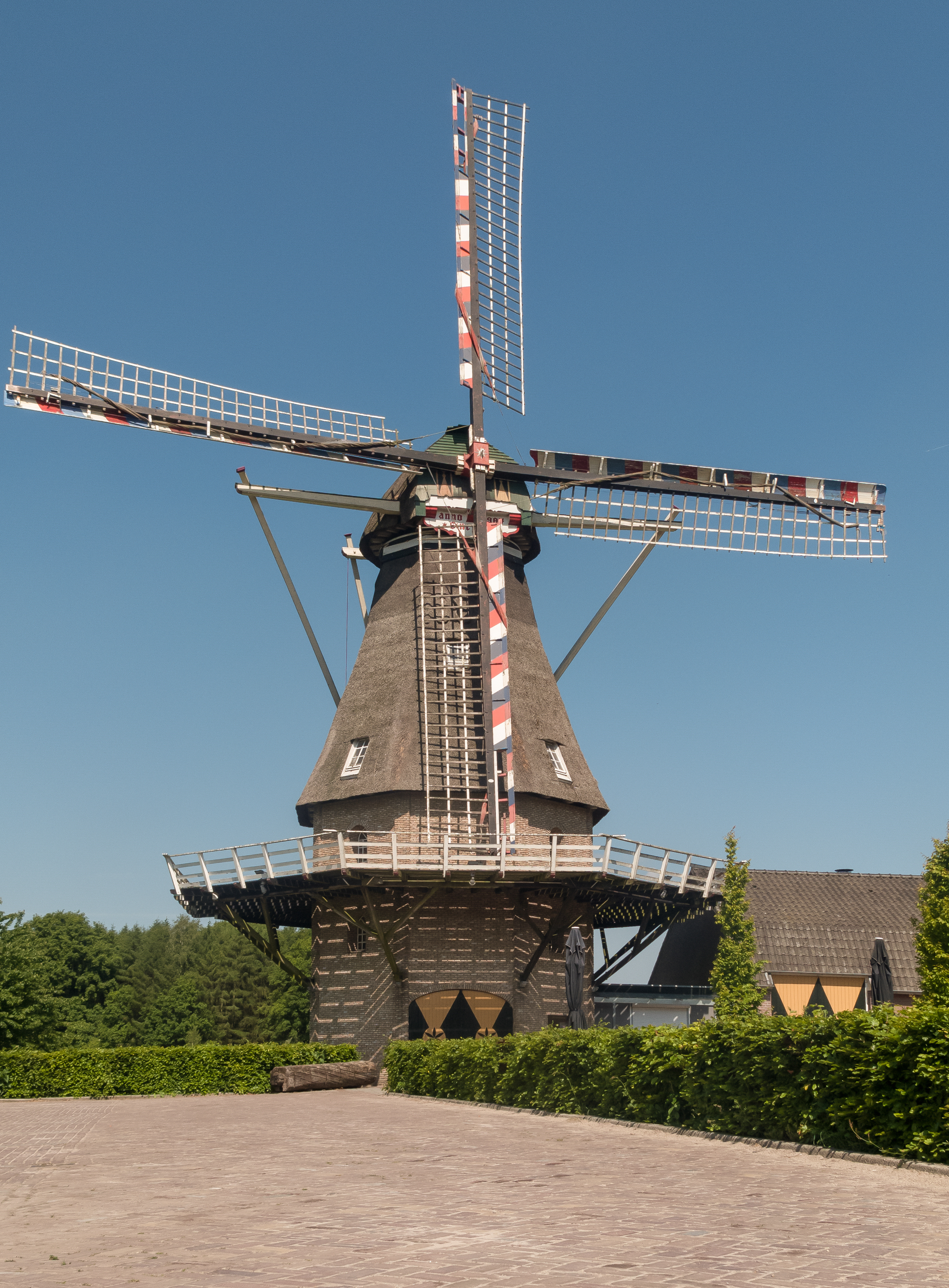
Korenmolen Sint Jan

Oerle (Brabants: Oers) is een dorp in de gemeente Veldhoven in de Nederlandse provincie Noord-Brabant in de regio Kempen. Van 1 januari 1811 tot 1 mei 1921 was Oerle een zelfstandige gemeente, bestaande uit het kerkdorp Oerle en de gehuchten Berkt, Hoogeind, Scherpenering, Zittard, Vliet, Toterfout, Halfmijl en Zandoerle, wat in zijn geheel onderdeel uitmaakt van de streek Acht Zaligheden.
Van oudsher wordt onderscheid gemaakt tussen Kerkoerle, het dorp waar de kerk zich bevindt, en het nabijgelegen gehucht Zandoerle, dat vernoemd is naar de daar gelegen schrale en onvruchtbare zandgronden.

## Etymologie
In een oorkonde uit het jaar 1249 bevindt zich de oudste vermelding van de naam Oerle. De naam Oerle betekent "oud bos", afgeleid uit de begrippen Oer (oud) en lo (bos).

De articulatorische verandering in de volksmond van -rl- in Oerle naar -rs- in Oers, is zeer opmerkelijk, maar staat niet op zichzelf. Een vergelijkbare sibilante articulatie is waar te nemen bij de nabij gelegen dorpen Aarle (Brabants: Aorzel), Waalre (Brabants: Woldere) en Wintelre (Brabants: Wijntersel of Wèntersel).

### Vernoeming
Naast de familienaam Van Oerle, die naar verhouding weinig voorkomt, is de naam Van Oers (met als zeldzame variant Van Ours) meer bekend, onder meer ook in West-Brabant.

## Geschiedenis

### Prehistorie
Prehistorische vondsten tonen aan dat mensen al duizenden jaren voor het begin van onze jaartelling in het gebied van het huidige Oerle woonden. Zeventien grafheuvels uit de Vroege en Midden Bronstijd (1600-1000 v.Chr.) en één grafheuvel uit het Neolithicum (ca. 1700 v.Chr.) zijn te vinden in de bossen van Toterfout en Halfmijl.

### Middeleeuwen
Gedurende de periode 1000-1250 was het centrum van Oerle het domein van een Frankische grondheer, wiens verblijfgebied in 1981-1986 archeologisch werd ontdekt en onderzocht. Bij deze opgravingen werden sporen van een acht-vormige gracht aangetroffen, gelegen rondom de huidige St. Jan de Doperkerk.
De Franken lieten ook de eerste kerk van Oerle bouwen. In de periode 1249-1254 werd dit kerkgebouw, samen met alle parochierechten, door de weduwe Berta van Oerle verkocht aan de abdij van Postel. Hierbij ging de jurisdictie van Oerle, tot dan toe uitgeoefend door de heer van Oerle, over naar de hertog van Brabant. De hertog stelde Oerle onder de jurisdictie van de schepenbank van Eersel. In de eerste helft van de 14de eeuw splitste Oerle zich van deze schepenbank af en kreeg het zijn eigen schepenbank. De schepenbank van Oerle controleerde de jurisdictie van de omliggende dorpen Veldhoven, Meerveldhoven, Zeelst, Blaarthem, Wintelre, Vessem en Knegsel.
In 1326 gaf Hertog Jan III van Brabant de gemeynt uit van de “Grote aard van Oerle”. Hij bevestigde hiermee een door zijn vader Jan II (mondeling) gedane uitgifte. Een gemeynt is een stuk ongecultiveerde grond waarvan in- of aanliggende woonkernen gemeenschappelijk gebruik mochten maken. De rechten van de gemeynt “Grote Aard van Oerle” lagen bij de inwoners van Zandoerle, Knegsel, de Hees onder Eersel, Hoogcasteren, Vessem en Wintelre.
Ook was Oerle een zogenoemde vrijheid. Op grond hiervan mochten de inwoners onder andere voortaan hun eigen bestuurders aanwijzen en hun eigen markt houden.

### Vroegmoderne Tijd
Op 28 augustus 1561 werd Oerle een heerlijkheid.
Op die dag kwam de bestuurlijke macht over het dorp in handen van een leenman, in dit geval de jonker Willem de Borchgrave.
Deze macht was aan hem in leen gegeven door de leenheer Filips II.
In de periode 1559-1561 werden ook de omliggende dorpen aan verschillende leenmannen in leen gegeven, waardoor de grote, oude schepenbank van Oerle in drieën gesplitst moest worden.
Aangezien Willem de Borchgrave naast Oerle ook de heerlijkheid Meerveldhoven had verkregen, ontstond zo de nieuwe, kleinere schepenbank Oerle-Meerveldhoven. Deze schepenbank werd uiteindelijk op 1 januari 1811 opgeheven. Op die dag werd op bevel van Napoleon heel Nederland naar Frans model ingedeeld in gemeenten, en zo ontstond dus ook de gemeente Oerle.

### Moderne Tijd
Van 1811 tot 1 mei 1921 was Oerle een zelfstandige gemeente.
Na 1921 is de gemeente in zijn geheel opgegaan in de nieuwe gemeente Veldhoven hoewel het zijn eigen karakter heeft bewaard.
Verschillende keren zijn gebieden die tot de gemeente Oerle hebben behoord, gefaseerd geannexeerd door Eindhoven.
Een deel van het geannexeerde deel van Oerle is sinds 1932 in gebruik door Eindhoven Airport.
Het grootste deel is eind jaren 1990 gebruikt voor de wijk Meerhoven.
Aan het begin van de 21ste eeuw werd bij het naburige gehucht Berkt een gelijknamige woonwijk gebouwd, waardoor het tot dan toe vrij gelegen dorp Oerle werd verbonden met de bebouwde kom van Veldhoven.
In de toekomst zal Oerle zich nog in zuidelijke richting gaan uitbreiden, richting de Oerlese Bossen.

## Monumenten
- De Sint-Jan de Doperkerk is een neogotische kruiskerk. Architect was Wilhelmus Theodorus van Aalst. De kerk, die in gebruik werd genomen op 1 mei 1912, heeft ten minste drie voorgangers gehad. Reeds in 1249 was er sprake van een kerk in Oerle, maar hiervan zijn nooit restanten teruggevonden. Omstreeks 1450 werd op de locatie van de huidige kerk een bakstenen zaalkerk gebouwd. In 1754 brandde de kerk als gevolg van blikseminslag grotendeels af. De toren en het schip van de kerk werden in 1755 herbouwd. Dit laat-middeleeuwse kerkgebouw is, met uitzondering van de toren, in 1875 afgebroken. Daarna is vast tegen de toren aan een koepelvormige kerk gebouwd. De ligging van de fundamenten van deze kerk, die in 1911 werd gesloopt, is in de bestrating voor de huidige kerk aangegeven.[8]
- 't Oude Raadhuis diende van 1805 tot 1907 als raadhuis voor Oerle. Al in 1728 stond op diezelfde locatie een gebouw dat dienstdeed als raadhuis.
- Het Raadhuis van Oerle diende van 1907 tot en met de opheffing van de gemeente Oerle in 1921 als raadhuis.
- De voormalige koetsierswoning uit 1880 heeft een fraaie voorgevel, voorzien van een lijst en klokvormige bogen.[9]
- Het Vijverbergje, ook wel het 't Koepeltje geheten, is een vervallen torentje. Het is gelegen ten noorden van Oerle, te midden van akkers en weilanden, op enige afstand van de Oude Kerkstraat. Het torentje is gebouwd in 1873 door architect Lambert Hezenmans. Oorspronkelijk lag er een gracht met bruggetje rondom het torentje. Tegenwoordig is nog slechts de contouren van een vijver zichtbaar. Het geheel diende als buitenplaats voor de kinderen van het in Oerle gevestigde zusterspensionaat. In 1956 werd dit buitenverblijf verkocht en raakte het torentje in verval.[10]

## Onderwijs
Oerle heeft één basisschool, genaamd de St. Jan Baptist. Deze is opgericht in 1929.
Het huidige schoolgebouw hoorde oorspronkelijk bij het gebouwencomplex van het pensionaat van de Zusters van Liefde.
In 1854 vestigden deze Zusters zich in Oerle, waar zij aan de Oude Kerkstraat een bijzondere meisjesschool begonnen.
Hier kregen de meisjes les in de Nederlandse taal, naaien en handwerken.
Nadat de bijzondere en de openbare scholen in 1921 bij wet gelijkgesteld waren, werd in 1929 de toenmalige openbare jongensschool omgezet in een rooms-katholieke jongensschool voor gewoon lager onderwijs.
Jarenlang volgden dan de jongens het onderwijs aan de St. Jan Baptistschool en de meisjes aan de O.L.V. van Lourdesschool in het klooster.
In 1968 werd de meisjesschool opgeheven en de jongensschool gemengd. Dit geheel werd gehuisvest in het gebouw aan de Oude Kerkstraat.
Bij een brand in 1971 ging het pensionaat grotendeels verloren, maar bleef het schoolgebouw gespaard.
In 1985 werd het basisonderwijs van Oerle hier ondergebracht.

## Sport
Oerle heeft een eigen amateurvoetbalvereniging: de Rooms Katholieke Voetbal Vereniging Oerle (RKVVO). Deze is opgericht in 1942 en telt 742 leden..
Ook is er een korfbalvereniging BIO.
Een andere grote sportvereniging in Oerle is tennisvereniging De Korrel, opgericht in 1981. Deze vereniging heeft de beschikking over tien tennisbanen en telt ongeveer 800 leden.

## Geboren
- Anton de Bont (1889-1973), schrijver en dialectkenner.

## Verenigingsleven
Het Oerse gilde Sint Jan Baptist werd opgericht in 1321.
De leden van dit gilde trainen in het gebruik van geweer, kruisboog, trommel en vaandel.
Eén maal in de drie jaar wordt het koningschieten gehouden.
Oerle kent een harmonie, genaamd Harmonie St. Cecilia. Deze is opgericht in 1907.

## Natuur en landschap
Hoewel inmiddels ten oosten van Oerle de bebouwing van Veldhoven het dorp heeft bereikt, is ten westen van Oerle het karakteristieke Kempische platteland nog bewaard gebleven.
Deze omgeving kent een gevarieerd landschap van weilanden, akkerlanden en bossen.
Vele historische langgevelboerderijen zijn hier te vinden, vooral rond de brink van het gehucht Zandoerle.
Eén kilometer ten westen van Oerle, bij het gehucht Vliet, is een dierenpark gevestigd: Zoo Veldhoven.